# Keetmanshoop
Keetmanshoop (“a esperança de Keetman”, em africâner) é capital de Karas, uma das regiões administrativas da Namíbia. Situada a 460 km ao sul de Windhoek, capital do país, a cidade está na encruzilhada de duas importantes estradas e é considerada o centro econômico do sul do país. Quando foi recenseado, em agosto de 2001, o município tinha 15.543 habitantes. Keetmanshoop já contou com um aeroporto servido por voos regulares da linha nacional, a Air Namibia, mas atualmente serve apenas a linhas particulares.
A data de fundação da cidade se considera o 14 de abril de 1866, dia de chegada à zona de Johann Georg Schröder, que foi o primeiro enviado da missão que ali se fundou. Durante o período de ocupação da Namíbia (então chamada "África do Sudoeste") por parte de África do Sul, e enquanto se aplicaram as políticas segregacionistas do apartheid, a cidade serviu como capital administrativa do bantustão de Namaland.
Ao redor da cidade há bosques das pitorescas e peculiares aloe-aljava.

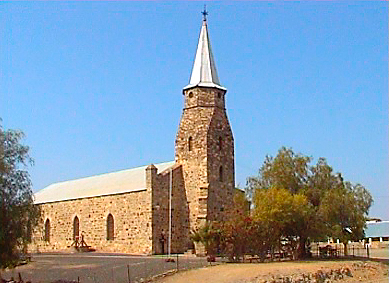
Igreja local
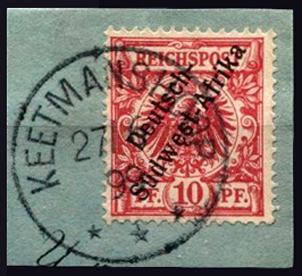
Selos da Deutsch-Südwestafrika: carimbo “Keetmanshoop 1899”
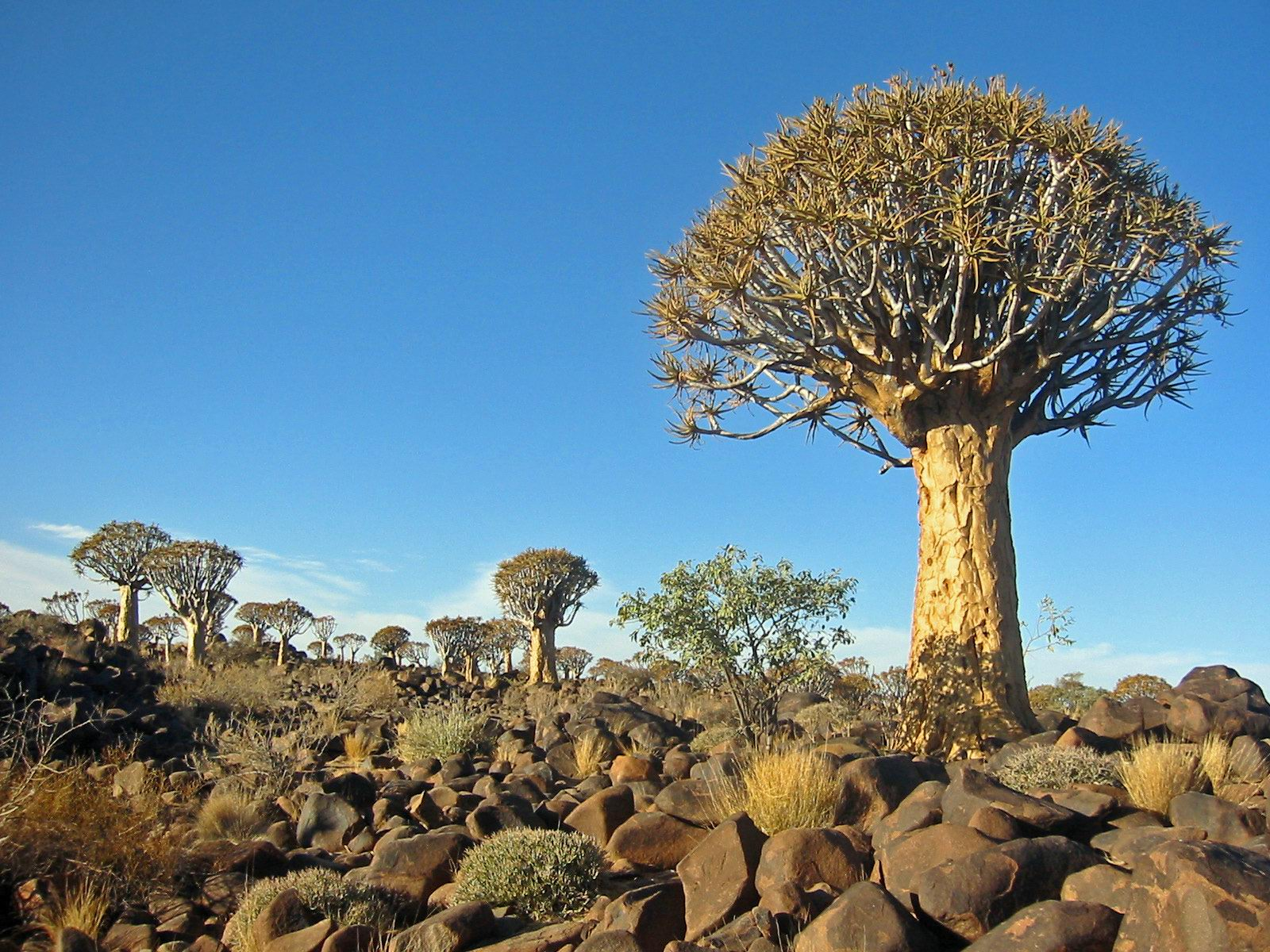
Aloe-aljava